# XXVIII Torneio Internacional Solverde em Hóquei em Patins
A Associação Académica de Espinho, organiza um dos torneio mais antigos de hóquei em patins de pre-época. Torneio Internacional Solverde em Hóquei em Patins Torneio com o principal pratrocinio do Casino Solverde (Espinho)
A Câmara de Espinho presta apoio na divulgação do torneio. 
A 28 edição vai decorer entre os dias 22 e 23 de Setembro.

## Meias Finais
| Setembro 22, 2017 | AA Espinho | 6 - 7 | UD Oliveirense | Pavilhão Arq. Jerónimo Reis |
| 20:30             |            | [ 2 ] |                |                             |

| Setembro 22, 2017 | FC Porto | 5(1 g.p) - 5(3 g.p.) | Lleida | Pavilhão Arq. Jerónimo Reis |
| 22:00             |          | [ 3 ]                |        |                             |

## 3º e 4º Lugar
| Setembro 23, 2017 | AA Espinho | 2 - 3 | FC Porto | Pavilhão Arq. Jerónimo Reis |
| 16:00             |            | [ 4 ] |          |                             |

## Final
| Setembro 23, 2017 | UD Oliveirense | 0 - 3 | Lleida | Pavilhão Arq. Jerónimo Reis |
| 17:30             |                | [ 5 ] |        |                             |